# Kamargui
Kamargui, aussi appelée Koumargui ou Koumarki, est une localité de la commune de Wina, au Cameroun. Elle est située dans la région de l'Extrême-Nord, dans le département du Mayo-Danay, à la frontière avec le Tchad.

## Situation géographique
La localité de Kamargui est située à 2,5 km de la frontière tchadienne, à vol d'oiseau.

## Population
Lors du recensement de 2005, on y a dénombré 2 933 habitants. Avec 128 hab./km2, Kamargui a la troisième densité de population la plus élevée de la commune.

## Infrastructures
Kamargui dispose d'une école primaire et d'un CES (Collège d'Enseignement Secondaire). Il y a aussi un marché.
Des études sont en cours pour déterminer la richesse en fer du sol de Kamargui. La création d'une carrière de sable est aussi envisagée.